# 朝鮮の伝統音楽

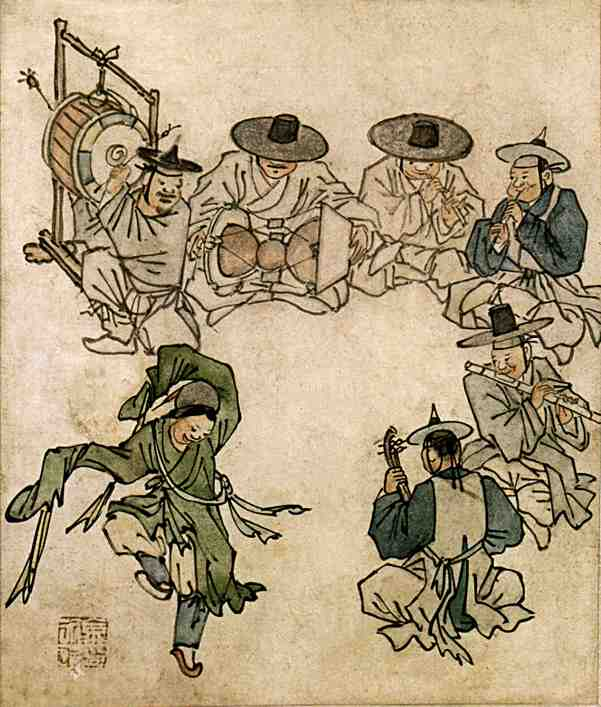
金弘道が描いた李氏朝鮮時代の音楽合奏。後方の男性が打つ太鼓がプク、その右がチャンゴ。さらに右側の男性2人は篳篥に似た笛「ピリ」を演奏し、その前の男性は大型の横笛「テグム」を鳴らす。躍る少年の右の男性は、弦楽器「奚琴」を演奏する。

朝鮮の伝統音楽（ちょうせんのでんとうおんがく）は、朝鮮で伝えられてきた民謡、音楽などを指す。
最近に作られたとしても伝統音楽の基本的な枠を外れなかったり、伝統楽器を土台に演奏される音楽であれば一般的に朝鮮の伝統音楽の範疇に含まれる。
朝鮮では伝統音楽全般を総称して（現代の西洋音楽系の音楽などに対して）国楽（クッガッ、국악）と呼ばれる。

## 伝統楽器
- 弦楽器
  - 伽耶琴
  - コムンゴ(玄琴)
  - 奚琴
- 管楽器
  - フン (楽器)(塤)
  - テグム（大笒）
  - チュングム（中笒）
  - ソグム（小笒）
  - ピリ（漢字では「篳篥」、日本の篳篥に相当）
  - テピョンソ（太平簫）（チャルメラ）
  - タンソ（短簫）
  - センファン（笙簧、日本の笙に相当）
- 打楽器
  - チャング（杖鼓・長鼓）

## ジャンル

### 歴史的分類法
朝鮮の伝統音楽の歴史的な分類法は楽曲の由来と形式による区分法である。この区分法で、朝鮮の伝統音楽は次の三つに分けられる。
- 雅楽 - 中国の宋より伝来した宮廷音楽。具体的には高麗の睿宗11年（1116年）に輸入された「大晟雅楽」をいう。現存するのは『文廟祭礼楽』一曲のみ。
- 唐楽 - 中国の宋の「詞楽」など、中国から伝来した民俗音楽。現存するのは『歩虚子』『洛陽春』の二曲のみ。
- 郷楽 - 韓国伝来の民俗音楽（俗楽）で、現存する国楽はほぼこれに相当する。パンソリ、民謡、雑歌など朝鮮王朝後期の庶民の音楽は含まれない。

### 現代の分類法
現代に一番多く使われる分類法は正楽と民俗音楽に分類する方法がある。しかし、伝統音楽界で異見もある。梵唄と同じ仏教音楽はどこにも含まれていないのであれば、「民俗音楽」という言葉が本来「芸術音楽」の反対の概念で使用されるため、散調やパンソリのような芸術音楽の分類が困難であると言う理由でジャンル別に分類することもあり、宗教音楽は別に分類することもある。また、演奏される方法によって、器楽曲と声楽曲に分類することもある。ここでは、一般的な分類方法により正楽と民俗音楽、創作音楽に区分することにする。
- 正楽 - 宮廷・知識人の音楽。
雅楽、唐楽、郷楽
- 民俗音楽 - 正楽に対する庶民の音楽。
パンソリ（打令、西便制）、農楽、歌曲（ko:가곡 (한국 음악)）、散調（ko:산조）、シナウィ（ko:시나위）
- 創作音楽

## 歴史
朝鮮音楽についての最古の記述である陳寿の書いた『三国志』魏志東夷伝三韓楽の条によれば、馬韓の歌舞は祭鬼神とともに演奏されたとあり、巫覡儀式に伴う巫楽（ムアク）は朝鮮の伝統的な音楽の始原を成す存在だったと言える。『高麗史』巻三によれば、新羅時代には楽・舞・雑戯を含む国家的な巫の儀式「八関会」が行われたが、その歌舞音楽は「不経且煩擾」で「雅正」とは正反対の性格の音楽だった。しかし、高麗、李朝と時代を経ていくうちに「処容舞」などの芸術的な次元に昇華したものが見え始める。
双磎寺にある真艦禅師大空塔碑文によれば、830年に唐から帰国した真艦は双磎寺で多くの弟子達に梵唄を教えたとあり、これが一般には韓国の梵唄の起源とされている。しかし、『三国遺事』新羅の景徳王19年（760年）の記述に王が梵唄僧を召し出す逸話があり、承和14年（847年）に唐より帰国した日本の天台宗の僧円仁の『入唐求法巡礼行記』に、山東半島の赤山院で演奏されていた新羅風梵唄についての記述があることから、真艦以前の8世紀には新羅に仏教音楽が存在したといえる。現在に伝わるホッソリ・チッソリといった梵唄は、かつて新羅の領土だった東部地域の民謡と共通するミ・ラ・ドを主音階としており、新羅風梵唄の伝統に続くものと推測できる。梵唄の特徴である長引屈曲のメリスマスタイルは「霊山会上」といった郷楽に属する諸楽に影響を与えた。
高麗睿宗11年（1116年）に、宋の徽宗から中国の宮中祭礼音楽である大晟雅楽に必要な一式が送られ、朝鮮の雅楽が始まった。大晟雅楽は世宗9年（1427年）まで朝鮮の朝廷で演奏されたが、楽器の亡失を郷楽器で補ったり、不正確な継承などで次第に姿を変えていった。李氏朝鮮では儒教の理念を基にした礼楽を理想とした。世宗の時代、朴センは正確な律管を制定し、それを基に周の制度に従った新たな朝廷用雅楽を制定した。一方、抑仏崇儒の国策によってメリスマナイズトの郷楽を淫楽として排斥した。テンポが遅く雅正な宗教音楽である雅楽は大衆に好まれる音楽ではなかったが、「西京別曲」などメリスマ・スタイルの曲を一字一音のシラビック・スタイルに改作するなど、郷楽に影響を与えている。
20世紀に入りキリスト教が朝鮮に浸透するとともに、はじめは賛美歌を通じて流入した西欧音楽の平均律と和音が、朝鮮の伝統音楽にも影響を与えるようになった。三分損益法で作られた雅楽・郷楽・民謡は、意識される事もなく徐々に平均律化されつつある。
宮廷音楽である雅楽の担い手は、大韓帝国の掌礼院から日韓併合後の李王職の雅楽部に引き継がれ、大韓民国発足後の1951年に韓国国立国楽院へと再編された。現在は国立国楽院が正楽・民俗音楽・創作音楽など伝統音楽（国楽）を幅広く扱い、専属芸術団の維持・公演・研究・普及活動を行っている。2001年、国立国楽院が準備してきた国楽FM放送が開局し、順次放送エリアが全国に拡大した。この放送局はいつでもどこでも国楽に親しみ愛好家を増やすことを目的としたもので、インターネット上でも日本語や英語で国楽を紹介するウェブ放送局を開設している。2019年にはテレビ放送も開始された。

## 現状
韓国の伝統芸能は、現在日本でも受け継がれている。大阪では、毎年四天王寺ワッソを行なったりしている。白頭学院の伝統芸術部では、各地で公演を行っている。